# Natbusser (Nordjyllands Trafikselskab)
|  | Denne artikel handler om natbusserne i Nordjylland underlagt NT Nordjyllands Trafikselskab for natbusser under Movia se Natbusser i København se Natbus for generel information om natbusser. Se Aalborg Bybusser for generel information om bybusserne i Aalborg |
Natbus er et koncept hos Nordjyllands Trafikselskab (NT) med busser, som kører fra kl. 23.00 og indtil kl. 5.00 næste morgen. Der er to kategorier af natbusser. "Bynatbus" i Aalborg som kører alle ugens dage, søndag til torsdag dog kun omkring midnat (23.00-01.30) og regionale natbusser, der kun kører efter helligdage og nat efter fredag og lørdag.

## Historie
Natbussernes historie daterer sig tilbage til slutningen af 1980'erne, hvor det daværende Nordjyllands Amt og Aalborg Kommune planlagde at begynde at kører natbuskørsel, Disse planer blev i første omgang ikke til noget, blandt andet på grund af strejker i det daværende AOS. De Regionale natbusser blev dog endelig oprettet i 1991, og Aalborg fulgte efter i 1992, så de festende i blandt andet Jomfru Ane Gade kunne komme hjem fra deres bytur. Natbusserne endte med at være en succes og kører fortsat i 2021 i større udstrækning end ved oprettelsen. Rutenettet blev oprettet af 4 "natbybusser" i og omkring Aalborg by samt regionale ruter der kørte ud af Aalborg by og videre ud til andre byer i det daværende Nordjyllands Amt

### Natbustillægget
Natbustillægget udgjorde frem til 2018 cirka det dobbelte af billetprisen for 2 zoner, sådan at en enkelt billet ville koste 44 kr. i stedet for 22 kr. Som et af de sidste af trafikselskaberne i Danmark fjernede NT natbustillægget efter en masse hektiske episoder, hvor kunder var kommet i klammeri med buschaufførerne over, at tillægget skulle betales. Tillægget blev hovedsageligt fjernet grundet besværet med, at nogle skulle betale tillægget, imens andre ikke skulle. Natbustillægget var inden udfasningen kun pålagt kontantbilletter betalt i busser. Hverken ved Nordjyske Jernbaner eller DSB skulle tillægget betales igennem de seneste par år. Ved betaling med rejsekort i tog eller bus skulle tillægget heller ikke betales..

#### Nedtrapning af natbustillægget gennem tiden
Da Natbustillægget i 2018, blev helt fjernet var et ikke første gang at natbustillægget blev reduceret. Oprindeligt blev natbustillægget betalt som en 3 zoners ekstrabillet til den oprindelige busbillet. Allerede i 2008 skete den første reducering af natbustillægget da NT i samarbejde med Aalborg kommune havde valgt at natbustillægget fremover kun skulle være en ekstrabillet på 2 zoner fremfor 3. Denne reducering af natbustillægget betød blandt andet at natbusserne oplevede en stigning på små 20 procent i forhold til året før.
Også i 2016, var der reducering af tiden man skulle betale natbustillæg. Her blev tidspunkterne for hvornår man skulle betale natbustillæg reduceret fra klokken 00 til klokken 01. og sluttede nu klokken 05, i stedet for klokken 06. Denne reducering betød ligeledes at der i Aalborg ikke længere var behov for "Basisbusserne" og natbusserne overtog derved betjeningen fra klokken 23.30 i stedet for klokken 01.

## Aalborg By-natbusser
Internt i Aalborg by, driver Aalborg Kommune også natbusser. I modsætning til de regionale natruter, der er nummereret efter de linjer, der kører om dagen på deres respektive ruteføringer, så er Aalborgs natbusser et helt individuelt system, der kører alle ugens dage i timedrift fra kl. 23.00 til kl. 1.30 på Hverdage. I weekender forlænges driften til kl. 5.15, hvor de sidste busser når endestationen og kører i garage for klargøring til de næste opgaver på daglinjerne.

### Natbusserne i Aalborg Historie
I Aalborg blev der i første omgang talt om natbusser tilbage i juni1986, da byrådet i Aalborg, indstillede til at der skulle være natbusbetjening, i periode, omkring December, og Nytårsaften, for at folk kunne komme hjem fra julefrokoster og en tur i byen. Nyheden, kom dog ikke som en dans på roser over for chaufførerne i det daværende Aalborg Omnibusselskab(AOS), som stod for betjeningen af bybusdriften.
Med blandt andet sloganet "NEJ til "fuldebusser"" nedlagde byens chauffører bybuskørslen, med blandt andet en henvisning til at det ville kræve dobbeltbemanding, blandt andet på grund af chaufførernes egen sikkerhed, at kører natbusser. Ligeledes blev der henvist til at det ville tage brødet fra Taxibranchen, hvis der blev oprettet natbusser. At sloganet "fuldebusser" blev valgt som en protest omkring natbusdrift, skulle dog vise sig at være et godt slogan. Dette slogan flyttede en masse opmærksomhed væk fra AOS strejke og over på et reelt problem. Spirituskørsel. Linjenettet var oprindeligt planlagt nummereret i "30"linje kategorien.

#### Den endelige oprettelse af natbusserne
Efter en masse tovtrækkeri frem og tilbage, siden 1986 og det faktum at Regionen oprettede de regionale natbusser i 1991. Ja så endte det til sidst med at Aalborg fik sin natbusdrift i 1992. Forud for oprettelsen at natbusdriften blev der blev indgået et kompromis mellem Kommunen og AOS. Dette kompromis endte med at kommunen måtte investere i natbusdriften, og dette førte til lidt flere omkostninger for kommunen end først antaget. Chaufførerne havde siden 1986, været stædige og fik oprindelig deres vilje, da de lagde vægt på "egen sikkerhed", som en af grundene til at AOS ikke ønskede at kører natbusdrift. Kompromiset som kommunen gik med på, var at AOS fik tildelt en nattevagt i garagen på Filstedvej, og en Trafikmester på Nytorv, som skulle øge sikkerheden blandt chaufførerne. Derudover skulle man ikke kunne tvinges til at kører natbusdrift, natbusdriften skulle derimod drives på frivillig basis blandt chaufførerne i AOS hvis de ønskede at kører natbus. En af motivationerne for også at tiltrække chauffører til natbusdriften, var at chaufførerne der havde meldt sig til natbuskørslen, at de også fik mere i løn.
Natbusserne blev oprindelig oprettet som "jule natbusser" men i 1995, blev driften udvidet til at kører hele året, efter at natbusserne viste sig at være en succes.

#### Oprindelige linjenet oversigt
Linjenettet, som det endte med at blive oprettet i 1992, efter AOS og byrådets kompromis. Det oprindelige natbus linjenet kørte i dette system frem til 2004, hvor Aalborg fik nyt linjenet.
| Linje | Linieføring                                                                                           | Bemærkninger                        |
| ----- | --- | ----------------------------------- |
| 16N   | Nytorv - Sønderbro - Grønlands Torv - AAU - Gistrup                                                   |                                     |
| 17N   | Strubjerg - Nr.Sundby Torv - Nytorv - Bakkegårdskvarteret - Ø. Sundby - Nr. Tranders - Saltumvej      | Kørte samme rute som dagens linje 7 |
| 18N   | Nytorv - Sygehus Syd - Kærby - Scheelsminde - Skalborg - Dall Villaby - Ferslev - Svenstrup - Godthåb |                                     |
| 19N   | Hasseris - Nytorv - Banegården - Sohngårdsholmsvej - Gug - Visse                                      | Kørte samme rute som dagens linje 5 |

### Omlægningen i 2004
Tilbage i 2002, blev det besluttet at Aalborg skulle have et nyt bybusnet, som var inspireret af A-busserne i København. Dette betød at Aalborg skulle have 4 Stambuslinjer. Med dette system, blev det bestemt at stambusserne i Aalborg skulle have de etcifrede linjenumre, og de "normale" bybuslinjer nu skulle have 2 cifrede linjenumre. Dette betød i praksis at linjerne 16-19, ville gå igen både på daglinjer såvel som natbuslinjer. Det blev derfor besluttet at natbusserne skulle skifte nummerering og natbusserne blev herved nummereret med linjenumre i "20" serien, som var blevet "ledige" efter de sidste oplandsruter og E-busserne i Aalborg blev nedlagt. De resterende oplandsruter i "20" nummerserien var blevet helt nedlagt eller integreret i andre bybuslinjer få år forinden. Også de nyoprettede Basisbusser, blev oprettet i samme "nummereringssystem idet at Basisbusserne egentlig blot var "natbussernes" kørsel i timerne før midnat.
Da det nye linjenet trådte i kraft, blev natbuslinjenettet reduceret fra 4 til 3 linjer. Til gengæld blev den regionale natbustrafik der kørte i weekenderne drevet så den igennem Aalborg by dækkede mange af de områder som både daglinjerne og basisbuslinjerne dækkede. de egentlige by-natbuslinjer bestod oprindelig af Basisbuslinjerne 23, 25 og 27, der ved 00.30 tiden fik et "N" tilført linjenummeret, og ellers bare kørte natten igennem som natbus, med natbustillæg. Natbusdriften er løbende blevet udvidet, og i det 2014, som var sidste år hvor der også eksisterede Basisbusserne bestod natbusnettet af 6 natbuslinjer. Basisbuslinjerne der med tiden også har fået natbusdrift er linjerne 21, og 24, der ligesom de andre linjer også fik tilført et "N" når klokken slog efter 00.30

#### Basisbusser
Det nye linjenet i Aalborg bød udover et nyt natbusnet også på en anden ny ting. "Basisbusser" Basisbusserne blev ved det nye rutenet i 2004 oprettet som linjer der kørte en gang i timen på trafiksvage tidspunkter tidlig morgen i weekender samt de sidste timer omkring midnat alle ugens dage. Som følge af natbustillægget der var på de reelle natbuslinjer, mente NT og Aalborg kommune i fællesskab, at det var en god idé at tænke et linjenet ind med reduceret betjening hvor der ikke er den største aktivitet på rutenettet, som ikke ville blive påvirket af natbussernes natbustillæg. Natbusserne kørte indtil 2016, hvor NT og Aalborg kommune ændrede reglerne for natbustillægget så dette først ville gælde fra klokken 01.00 og frem til klokken 05.00. Idet at natbustillægget nu endnu engang var blevet reduceret, så mente Aalborg kommune ikke længere at der var behov et Basisbus linjenet, og de normale natbusser overtog herved basisbussernes betjening omkring midnat. Betjeningen i de tidlige weekendmorgentimer blev ændret til at blive varetaget af de ordinære daglinjer, med enkelte linjetilpasninger, der så fik lov at starte kørslen små 2 timer før de oprindelig havde gjort. Nedlæggelsen af basisbusserne betød også at regionen så sit snit til at omlægge nogle af de regionale natbusruter til mere direkte linjer ind og ud af Aalborg. Denne reducering af tiden for natbustillægget betød at Aalborg kommune nu gjorde samtlige basisbuslinjer til natbuslinjer, og det betød blandt andet også goddag til linje 22N, som var udvidet kørsel af den hidtidige linje 22 Basisbus. Senere kom også linje 26N. Basisbuslinje 26 blev oprindelig nedlagt ved nedlæggelses af basisbusserne, på strækningen til Tylstrup hvor den kørte før. Linje 26 blev erstattet af udvidet kørsel på linje 42/72, som gjorde det muligt at nedlægge linjen helt. Linjenettet uden en linje "26(N)" holdte dog ikke længe. Det blev besluttet at nogle af byerne omkring Hals, atter skulle have natbusbetjening, efter linje 76Ns nedlæggelse år forinden. Denne beslutning medførte at linje 21N, blev afkortet til Vodskov og Langholt, og en ny linje 26N til betjeningen af Hals blev oprettet.

##### Oversigt over de daværende Basisbuslinjer
Oversigt over basisbussernes linjenet inden nedlæggelsen i 2015.
| Linje | Linieføring                                                                                     | Entreprenør | Bemærkninger         |
| ----- | ----------------------------------------------------------------------------------------------- | ----------- | -------------------- |
| 21    | Vodskov – Bouet – Østergade – Aalborg Busterminal – Svenstrup – Godthåb (Svenstrup)             | Keolis      |                      |
| 22    | Aabybro – Aalborg Lufthavn – Lindholm Station – Aalborg Busterminal – AAU Busterminal – Gistrup | Arriva      |                      |
| 23    | Visse – Aalborg Busterminal – Østerågade – Vesterkæret – Mølholm                                | Keolis      |                      |
| 24    | Skalborg – Hasseris – Nytorv – Aalborg Busterminal – Humlebakken – AAU Busterminal              | Keolis      |                      |
| 25    | Ferslev – Aalborg Busterminal – Nytorv – Klarup                                                 | Arriva      |                      |
| 26    | Aalborg Busterminal – Sulsted                                                                   | Arriva      | Ingen morgenafgange. |
| 27    | Nørre Uttrup – Østerågade – Aalborg Busterminal – Smedegårdsvej – Skallerupvej                  | Arriva      |                      |

### Nuværende linjenet oversigt over nat-bybusserne i Aalborg
| Linje | Linieføring                                                                                                   | Entreprenør | Bemærkninger |
| ----- | --- | ----------- | --- |
| 21N   | Godthåb (Svenstrup) - Svenstrup - Aalborg Busterminal - Vodskov - (Langholt)                                  | Keolis      | På hverdage starter en daglig adgang i Langholt Kører ikke mellem Aalborg Busterminal og Vodskov efter klokken 00.45 i weekender. |
| 22N   | Gistrup - AAU Busterminal - Sohngårdsholmsvej - Nytorv - Aalborg Busterminal - Kastetvej - Mølholm            | Arriva      | |
| 23N   | Visse – Gug Øst - Sønderbro - Aalborg Busterminal – Nytorv – Hasserisvej - Letvadvej - Frejlev                | Arriva      | |
| 24N   | (Aabybro) - Aalborg Lufthavn - Lindholm Station - Nytorv – Aalborg Busterminal – Hadsundvej – AAU Busterminal | Keolis      | I weekender starter de 2 første afgange i Aabybro Ikke mellem Nytorv og Lufthavnen i weekender efter klokken 00.45.               |
| 25N   | Dall Villaby – Aalborg Busterminal – Klarup - Storvorde                                                       | Arriva      | |
| 26N   | Aalborg Busterminal – Nytorv - Nørresundby - Vodskov - Langholt - Gandrup - Hou - Hals                        | Keolis      | Kører kun nat efter Fredag og Lørdag 1 Tur fra Hals og 2 ture fra Aalborg                                                         |
| 27N   | Nørre Uttrup - Aalborg Busterminal – Nytorv - Skallerupvej                                                    | Keolis      | |

## Regionale natbusser
De regionale natbusser er natbusser, som Region Nordjylland og tidligere Nordjyllands Amt finansierer. Busserne starter på Aalborg Busterminal eller Budolfi Plads og kører derfra til hver sin afkrog af det daværende Nordjyllands Amt. Dette betyder i praksis at busserne ikke kommer længere væk end Fjerritslev, hvor det daværende amt sluttede. Linjerne kører nat efter Fredag og Lørdag med 1-3 afgange mellem klokken 01.00 om natten og 06.00 næste morgen hvor de sidste linjer rammer deres endestation og enten går i "dagdrift" eller kører i garage.

### Julenatbusser
Selv om de regionale natbusser kører hele året i Nordjylland, så der også et andet fænomen i Nordjylland, såvel som resten af landet. "Julenatbusser". Julenatbusserne er ekstra natbusser der bliver sat ind på de ordinære ruter, fra når Julefrokostsæsonen, starter i Starten af December. Disse julenatbusser kører til og med Nytår, hvor de atter kører i garage indtil næste år. Af eksempler, betyder jule natbusserne blandt andet at linjerne 54N og 70N kører i dobbeltretning fremfor kun UD af Aalborg som resten af året.

### Nuværende linjenet oversigt og de Regionale natbusser i Nordjylland
| Rute | Linjeføring                                                                    | Entreprenør     | Bemærkning                                                                                               |
| ---- | ------------------------------------------------------------------------------ | --------------- | --- |
| 50N  | Aalborg Busterminal - Budolfi Plads - Hasseris - Nibe - Løgstør                | Arriva          | |
| 52N  | Budolfi Plads - Aalborg Busterminal - Støvring - Aars - (Farsø)                | Keolis          | En afgang fra Aars til Farsø                                                                             |
| 53N  | Budolfi Plads - Aalborg Busterminal - Støvring - Skørping - Arden              | Keolis          | Linjen kører kun Aalborg - Arden og ikke omvendt Nogle afgange ikke til Aalborg men kun til/fra Støvring |
| 54N  | Budolfi Plads - Aalborg Busterminal - Aalborg Universitet - Terndrup - Hadsund | Keolis          | |
| 70N  | Aalborg Busterminal - Vesterbro - Aabybro - Brovst - Fjerritslev               | Arriva          | |
| 71N  | Aalborg Busterminal - Vesterbro - Aabybro - Pandrup - Løkken                   | Arriva          | En afgang kører kun til og fra Pandrup                                                                   |
| 72N  | Aalborg Busterminal - Vesterbro - Vestbjerg - Tylstrup - Brønderslev           | Arriva          | |
| 73N  | Aalborg Busterminal - Vesterbro - Hjallerup - Sæby - Frederikshavn             | Arriva          | |
| 74N  | Aalborg Busterminal - Vesterbro - Hjallerup - Dronningslund - Asaa             | DitoBus Aalborg | |

## Natbusser nedlagt med tiden
Nordjylland har ligesom alle andre steder oplevet nedlæggelser og omlægninger i den offentlige transport. herunder også natbusdriften og det er blevet til et par nedlæggelser og omlægninger med tiden.
Listen er her som følger
| Linje | Linjeføring                                                                                  | Bemærkninger                                                                                                  |
| ----- | -------------------------------------------------------------------------------------------- | --- |
| 16N   | Nytorv - Aalborg Busterminal - Sønderbro - Grønlands Torv - AAU Busterminal - Gistrup        | Nedlagt i 2004 som følge af nyt busnet i Aalborg                                                              |
| 17N   | Nørre Uttrup - Nytorv - Nr Tranders - Skallerupvej                                           | Nedlagt i 2004 som følge af nyt busnet i Aalborg Samme rute som nuværende linje 27N                           |
| 18N   | Nytorv - Sygehus syd - Kærby - Scheelsminde - Hobrovej - Dall Villaby - Svendstrup - Godthåb | Nedlagt i 2004 som følge af nyt busnet i Aalborg                                                              |
| 19N   | Hasseris - Mølholm - Kastetvej - Nytorv - Vejgaard - Grønlands Torv - Gug Øst - Visse        | Nedlagt i 2004 som følge af nyt busnet i Aalborg                                                              |
| 56N   | Nytorv - Humlebakken - Klarup - Storvorde                                                    | Erstattet med linje 25Ns ene afgrening                                                                        |
| 76N   | Nytorv - Nørresundby - Vodskov - Langholt - Gandrup - Hou - Hals                             | Blev nedlagt men senere genoprettet som først linje 21N Og senere linje 26N, som overtog hele den gamle rute. |

## Fremtiden for natbusserne i Nordjylland
Selv om man kan runde en hel historie, så skal man også kigge på fremtiden. Fremtiden for natbusserne i Nordjylland, kan vise sig at være katastrofal på det regionale plan. Grundet Coronakrisen, og visse omstændigheder rundtom i verden, så skal kommuner spare på den kollektive trafik. Dette betyder blandt andet at nogle af natbusserne i Nordjylland kan står foran en nedlæggelse. Anderledes ser det dog ud i Aalborg kommune hvor kommunen efter flere uheldige hændelser efter byture i Jomfru Ane Gade nu vil se på udvidelse af natbusriften, så det ikke længere vil være et "hul" mellem natbussernes afslutning omkring klokken 5.00, og klokken 6.30, hvor de ordinære daglinjer begynder at kører ud af garage.

## Galleri
- Linje 22N imod Gistrup
- Linje 24N på Aalborg Busterminal til Aalborg Lufthavn
- Linje 21N netop kørt fra Aalborg Busterminal i retning af Vodskov
- Linje 22N til Mølholm
- Linje 25N til Storvorde
- Natbus linje 71N til Aalborg
- Natbus linje 52N til Farsø
- Linje 24N, imod Universitets. på nattens sidste afgang
- Linje 74N kort før afgang, på den sidste afgang inden dagen begynder
- Linje 22N ved Grønlands Torv i Aalborg kort før solopgang